# Kalipso (glazba)
Kalipso je glazbeni stil koji vodi podrijetlo s Trinidada i Tobaga, i koji je danas poznat diljem svijeta. 
Kalipso je važan dio karipske narodne/popularne glazbe. Moderni kalipso je poznat pod nazivom soca, brži je od tradicionalnog kalipsa i privlačniji za ples.
Pjesme često sadržavaju satiru, političke komentare, humor i dupla značenja. Pjesma, udaraljke i puhaljke su važni dijelovi ovog glazbenog stila.
Vjerojatno najpoznatija kalipso pjesma je Day O (The Banana Boat Song) Harryja Belafontea iz 1956., jamajkanska narodna pjesma koja je objavljena na albumu Calypso i koja je prodana u nakladi višoj od milijun ploča.

## Neki poznati kalipso glazbenici
- Harry Belafonte
- Growling Tiger
- Mighty Sparrow
- Chalkdust
- Rupee
- Allison Hinds